# Sillia
Sillia — рід грибів родини Sydowiellaceae. Назва вперше опублікована 1873 року.

## Класифікація
Згідно з базою MycoBank до роду Sillia відносять 10 офіційно визнаних видів:
- Sillia albofusca
- Sillia betulina
- Sillia biformis
- Sillia celastrina
- Sillia cinctula
- Sillia ferruginea
- Sillia italica
- Sillia kamatii
- Sillia longipes
- Sillia theae